# 6月13日
6月13日是公历一年中的第164天（闰年第165天），离全年结束还有201天。

## 大事记

### 19世紀以前
- 313年：羅馬帝國皇帝君士坦丁大帝和李錫尼在義大利米蘭頒發境內容許基督教信仰的米蘭敕令。
- 656年：《晉書》、《梁書》、《陳書》、《周書》、《北齊書》、《隋書》及《隋書十志》修撰完成，進呈予唐高宗。
- 1325年：伊本·白圖泰離開位在丹吉爾的居住地前往麥加朝聖並於24年後返回摩洛哥。
- 1525年：德國宗教改革倡導者馬丁·路德不顧天主教會神職人員結婚禁令而與卡塔琳娜·馮·博拉結婚。
- 1774年：羅德島殖民地及普羅維登斯莊園宣布禁止奴隶输入，成為英屬北美首個禁止進口奴隸的殖民地。
- 1777年：美国独立战争：法国军队在南卡罗来纳登陆，协助美国对抗英国。

### 19世紀
- 1855年：朱塞佩·威爾第以西西里晚禱為背景之歌劇《西西里晚禱》於巴黎歌劇院首演，並成為巴黎世界博覽會的主要活動之一。
- 1858年：中国与俄国在天津签订《中俄天津条约》。
- 1886年：溫哥華遭受大火，不久後溫哥華消防部門（英语：Vancouver Fire and Rescue Services）便迅速成立。
- 1886年：巴伐利亚国王路德维希二世被发现在慕尼黑附近的施塔恩贝格湖逝世，具体死因不明。
- 1898年：由西北地區拆分之育空地區加入加拿大聯邦，首府为道森市。

### 20世紀
- 1917年：第一次世界大戰德空軍「哥佛型（Gotha G.V）」轟炸機轟炸倫敦，200市民傷亡。
- 1919年：中国北洋政府总理钱能训辞职，龚心湛代任。
- 1934年：希特勒与墨索里尼在威尼斯会面。
- 1944年：納粹德國第一次使用新研製的V-1飛彈襲擊英國倫敦的防空炮台。雖然英國面對這種新式武器的攻擊，不過當時盟軍已經登陸諾曼第，開始清除在法國沿岸的飛彈發射基地，減低對英國造成的威脅。
- 1953年：納吉出任匈牙利總理。
- 1956年：皇家馬德里以四比三擊敗法國的蘭斯奪得首屆歐洲冠軍球會盃冠軍。
- 1966年：美國聯邦最高法院對米蘭達訴亞利桑那州案以5比4作出判決，此案確立了名為「米蘭達警告」的權利宣告流程。
- 1969年：德州州長普雷斯頓·史密斯（英语：Preston Smith (governor)）簽署了一項法律，將德州儀器公司的一個研究部門改建為德克薩斯大學達拉斯分校。
- 1971年：纽约时报开始刊登来自美国国防部的关于美国从政治和军事介入越南战争的绝密文件。
- 1978年：以色列从黎巴嫩撤军。
- 1983年：美國太空探測器先鋒10號越過海王星軌道，成為第一個飛越太陽系行星範圍的人造物體。
- 1989年：中國公安在全國發出通緝令，緝捕北京市「高自聯」的成員，以及其他學生領袖共21人，罪名是煽動以及組織反革命活動，通緝名單上有王丹、柴玲及吾爾開希等人。
- 2000年：南韓總統金大中與北韓領導人金正日在平壤市舉行自南北分治以來的首次南北韓高峰會。

### 21世紀
- 2002年：駐韓美軍第2步兵師的工兵裝甲車碾死兩名韓國女學生，事後的發展引發韓國輿論不滿。
- 2008年：台灣海基會董事長江丙坤與中國大陸海協會會長陳雲林，在北京釣魚台賓館簽署《在大陸居民赴台旅遊協議》和《兩岸周末包機會談紀要》文件。
- 2010年：日本宇宙空間研究所（現宇宙航空研究開發機構）發射的小行星探測器隼鳥號回歸地球，結束七年旅程，同時成為史上第一架前往小行星探測及物質採樣後回到地球的宇宙探測器。
- 2012年：美国航空航天局核光谱望远镜阵列在马绍尔群岛夸贾林环礁由飞马座XL火箭搭载升空。
- 2013年：韓國團體BTS出道。
- 2013年：捷克總理彼得·內恰斯的一些最親密顧問和合作者因貪汙而被捕。
- 2017年：巴拿馬宣布與中華人民共和國建立外交關係，並和中華民國斷交，結束107年的邦誼。
- 2021年：以色列在野黨新右翼黨魁納夫塔利·貝內特贏得議會信任票就任總理，擊敗連續執政12年的本雅明·内塔尼亚胡，与亚伊尔·拉皮德组成轮换政府。
- 2025年：以色列空襲伊朗軍事基地及核設施，擊斃該國多名軍政要員；伊朗隨後發動空襲反擊，以為報復，伊朗—以色列戰爭就此爆发。

## 出生
- 823年：禿頭查理，西法蘭克國王（877年逝世）
- 1545年：內藤信成，日本戰國時代至江戶時代前期武將、譜代大名（1612年逝世）
- 1773年：托马斯·杨，英國科學家、醫生、通才（1829年逝世）
- 1790年：奕山，清朝官員（1878年逝世）
- 1831年：，英國物理学家（1879年逝世）
- 1854年：查爾斯·阿爾傑農·帕爾森斯，英國-愛爾蘭工程師（1931年逝世）
- 1863年：達夫-戈登夫人露西，英國時裝設計師，鐵達尼號生還者（1935年逝世）
- 1865年：威廉·巴特勒·葉芝，愛爾兰詩人、剧作家，1923年諾貝爾文學獎得主（1939年逝世）
- 1876年：威廉·高斯特，英國化學家、數學家、統計學家（1937年逝世）
- 1884年：安東·德萊克斯勒，德國政治人物，德國工人黨及納粹黨主席（1942年逝世）
- 1888年：費爾南多·佩索亞，葡萄牙詩人、作家（1935年逝世）
- 1889年：高奇峰，中國畫家（1933年逝世）
- 1905年：冼星海，中國音樂家（1945年逝世）
- 1905年：陳雲，中國共產黨、中华人民共和国領導人（1995年逝世）
- 1905年：安東尼婭·達·聖克魯斯，巴西超級人瑞（2022年逝世）
- 1911年：路易斯·阿爾瓦雷茨，美國物理學家，1968年諾貝爾物理學獎得主（1988年逝世）
- 1916年：吳征鎰，中國植物學家（2013年逝世）
- 1917年：奧古斯托·羅亞·巴斯托斯，巴拉圭小說家（2005年逝世）
- 1918年：海穆·蘭特，德國飛行員（1944年逝世）
- 1928年：，美國數學家，1994年諾貝爾經濟學獎得主（2015年逝世）
- 1930年：李澤厚，中國哲學家、美學家、中國思想史學家（2021年逝世）
- 1930年：保羅·韋納，法國歷史學家、作家（2022年逝世）
- 1935年：沙馬·順達衛，泰國政治人物，第25任泰國總理（2009年逝世）
- 1935年：蔡同榮，臺灣政治人物（2014年逝世）
- 1937年：拉吉·瑞迪，印度裔美國計算機科學家
- 1940年：達拉斯·朗，美國男子田徑運動員（2024年逝世）
- 1944年：潘基文，韓國外交官、政治家，前任聯合國秘書長
- 1946年：謝爾·巴哈杜爾·德烏帕，尼泊爾政治人物，前任尼泊爾總理
- 1951年：史戴倫·史柯斯嘉，瑞典男演員
- 1952年：蘇芮，台灣歌手
- 1953年：提姆·艾倫，美國男演員
- 1954年：山田榮子，日本女性聲優
- 1957年：羅伊·庫珀，美國律師、政治人物
- 1959年：博伊科·鮑里索夫，保加利亞政治人物，前任保加利亞總理
- 1959年：克勞斯·約翰尼斯，羅馬尼亞政治人物，現任羅馬尼亞總統
- 1963年：陳嘉輝，香港演員
- 1963年：奧黛麗·尼芬格，美國作家、藝術家、學術家
- 1963年：保羅·德·萊斯勒，加拿大裔美國音樂家、作曲家，破嘴合唱團貝斯手
- 1963年：菲利克斯·齊塞克迪，剛果民主共和國政治人物，現任剛果民主共和國總統
- 1965年：克里斯蒂娜，西班牙公主
- 1965年：方文琳，台灣演員
- 1966年：格里戈里·佩雷尔曼，俄羅斯數學家
- 1968年：森口博子，日本女歌手
- 1970年：瑞弗斯·柯摩，美國音樂家，搖滾樂團威瑟主唱、吉他手
- 1972年：梁奕倫，香港主持人
- 1973年：黃嘉千，台灣歌手、演員、主持人
- 1974年：櫻井孝宏，日本男性聲優
- 1974年：Steve-O，美國演員
- 1974年：李漫芬，香港演員、主持人
- 1975年：譚文豪，香港前國泰航空民航機師、立法會議員
- 1976年：小肥，澳門男歌手
- 1977年：張培剛，香港民建聯成員
- 1980年：VOFAN，台灣插畫家、漫畫家
- 1980年：王怡仁，台灣演員
- 1980年：徐令姬，韓國女演員
- 1981年：克里斯·伊凡，美國男演員
- 1982年：孟瑤，中國演員
- 1982年：肯納尼薩·貝克勒，衣索比亞男子田徑運動員
- 1983年：史蒂夫·諾瓦克，美國職業籃球運動員
- 1984年：伊調馨，日本女子摔跤運動員
- 1984年：龍語申，台灣男演員
- 1984年 :松木里菜，日本女演员
- 1985年：洪晨穎，台灣女演員
- 1986年：本田圭佑，日本職業足球運動員
- 1986年：家長昭博，日本職業足球運動員
- 1986年：玛丽-凯特·奥尔森，美国女演員
- 1986年：阿什莉·奥尔森，美國女演員
- 1986年：凱特·丹寧絲，美國女演員
- 1986年：DJ蛇王，法國DJ、音樂製作人
- 1987年：菊地瞳，日本女性声优
- 1988年：古屋敬多，日本舞蹈團體Lead成員
- 1988年：張家寧，台灣演員
- 1989年：李沁芯，香港主持人、配音艺员
- 1989年：沈夢辰，中國女演員、主持人
- 1990年：推川悠里，日本AV女優
- 1990年：亞倫·強森，英國男演員
- 1991年：阮嘉敏，香港女主持、演員、模特兒，曾參選《2016年度香港小姐競選》
- 1992年：房業涵，台湾記者、主播
- 1992年:   蒂莎·帕塔妮，印度女演员
- 1992年 :   原優子，日本女性配音员
- 1994年：犬飼貴丈，日本男演員
- 1994年：矢神久美，日本女子偶像團體SKE48成員
- 1994年：雷莊𠒇，加拿大女演員、模特兒，2017年度香港小姐競選冠軍
- 1995年：金子栞，日本女子偶像團體SKE48成員
- 1995年：米拉·艾丽雅娜·慕克里，馬來西亞第四任、第七任首相马哈迪·莫哈末孙女
- 1996年：寇帝·史密-麥菲，澳大利亞男演員
- 1996年：金斯利·科曼，法國職業足球運動員
- 1997年：渡邊勇大，日本男子羽球運動員
- 1997年：鄭真率，韓國女子偶像團體本月少女成員
- 1997年：克里斯·杜阿爾特，多明尼加職業籃球運動員
- 1999年：wannasleep，臺灣獨立音樂人
- 1999年：金東希，韓國男演員
- 2001年：成韓彬，韓國男子偶像團體ZB1成員
- 2002年：南多凜，韓國男演員
- 2003年 : 林是见，韩国女子射箭运动员。

## 逝世
- 220年：夏侯惇，三國時期著名武將（生年不詳）
- 1645年：宮本武藏，日本江戶時代劍術家、兵法家，二天一流劍道的始祖（1584年出生）
- 1867年：亞歷山大·史密德·麥肯齊，美國海軍軍官。（1842年出生）
- 1886年：路德維希二世，維特爾斯巴赫王朝的巴伐利亞國王（1845年出生）
- 1923年：吳威廉，台灣基督長老教會傳教士，在「牛埔莊」（今雙連附近）興建馬偕紀念醫院及台北神學院（1861年出生）
- 1931年：北里柴三郎，日本醫學家、細菌學家（1909年出生）
- 1932年：威廉·瑞德菲，美國商人、政治人物（1858年出生）
- 1948年：太宰治，日本作家（1909年出生）
- 1957年：歐文·巴克斯特，美國男子田徑運動員（1876年出生）
- 1978年：柳青，中國小說家（1916年出生）
- 1993年：，美國太空人，水星計畫七人之一（1924年出生）
- 1996年：余純順，中國探險家（1951年出生）
- 1998年：盧西奧·科斯塔，巴西建築師、城市規劃師（1902年出生）
- 2003年：羅賓·羅素，英國貴族，第十四代貝德福德公爵（1940年出生）
- 2009年：三澤光晴，日本男子職業摔角選手（1962年出生）
- 2017年：野際陽子，日本女演員（1936年出生）
- 2021年：尼德·巴蒂，美國男演員（1937年出生）
- 2023年：鄔滄萍，中國人口學家（1922年出生）
- 2023年：黄永玉，中国版画家，原中央美术学院版画系主任（1924年出生）
- 2023年：戈馬克·麥卡錫，美國小說家（1933年出生）
- 2023年：張恆遠，中國男歌手（1986年出生）
- 2025年：鄭愁予，臺灣現代詩人（1933年出生）
- 2025年：以色列襲擊伊朗身亡者，包括：
  - 吳拉姆·阿里·拉希德，伊朗伊朗革命衛隊副總司令（1953年出生）
  - 費雷敦·阿巴西，伊朗核物理學家（1958年出生）
  - 艾哈邁德雷扎·佐爾法加里，伊朗核物理學家（1959年出生）
  - 侯賽因·薩拉米，伊朗伊斯蘭革命衛隊總司令（1960年出生）
  - 穆罕默德·巴蓋里，伊朗伊斯蘭共和國武裝部隊總參謀長（1960年或1961年出生）
  - 阿米爾·阿里·哈吉扎德，伊朗伊斯蘭革命衛隊航空航天部隊指揮官（1962年出生）
  - 穆罕默德·邁赫迪·德黑蘭奇，伊朗理論物理學家、核物理學家（1962年出生）

## 节假日和习俗
- 鲁班师傅诞
- 國際白化病意識日（英语：International Albinism Awareness Day）